# 天沼矛
天沼矛（日语：／），又被稱作天之瓊矛或天瓊戈，是日本神話中用來攪拌混沌、創造第一塊大地的矛。

## 説明
在《古事記》中稱為天沼矛，在《日本書紀》中則寫作天之瓊矛與天瓊戈。《日本書紀》正文中有註釋指出「瓊，玉也，此曰努。」，因此「天之瓊矛」應為以玉裝飾的矛。

## 傳説
傳說神世七代最後一代的伊邪那岐和伊邪那美具有开天辟地的責任，於是祂們站在天浮橋上，用天沼矛攪拌地上世界的混沌，從矛尖滴下來的一滴水滴則成為了淤能碁呂島。
伊邪那岐與伊邪那美在淤能碁呂島結婚，生下了大八島（國誕生）與眾神明（神誕生）。